# Камаїрітя
Камаїрітя (яп. 釜炒り茶, дослівно «чай, обсмажений у казанку») — сорт зеленого чаю,  що виробляється в Японії. На відміну від сентя, він не обробляється парою і тому не має характерного для більшості японських чаїв гіркуватим смаком.  Після нетривалого сушіння чай обсмажують на залізних сковородах при високій температурі, що досягає 300° C, з постійним помішуванням, щоб запобігти обвуглювання.. Різні процедури скручування застосовують для того, щоб зробити чаї з різною формою листа. Камаїрітя виробляється  у вигляді гранул або плоского листа.
Декілька південних районів знамениті завдяки виробництву Камаїрітя. Сетібару в префектурі Нагасакі та Уресіно у префектурі Сага найбільш шановані за їх процес обробки жаркою на сковородах .
Камаїрі в процесі смаження отримує солодкуватий, трохи смажений смак, аналогічний смаку обсмаженого на сковороді чаю, що виробляється в Китаї в наш час. Іноді камаїрітя називають "китайським зеленим чаєм", оскільки технологія смаження чаю була запозичена з Китаю. Жарка робить тканини чайного листа жорсткішими і надає чайному настою чистого жовто-зеленого кольору з червонуватим відтінком. Смак легкий і ненасичений  .
Камаїрітя завариють охолодженим кипцем 60 - 70° С. Заварка закидається в чайник з розрахунку 3 грамів на людину, заливається гарячою водою і наполягає на одну-два хвилини. Рекомендується пополоскати кипцем і кружкою, і чайником перед використанням.